# Fabia
Fabia – żeński odpowiednik łacińskiego imienia Fabiusz. Patronem tego imienia jest bł. Fabiusz (zm. w 303 roku).
Fabia imieniny obchodzi 27 grudnia.